# Face (ラジオ番組)
『face』（フェイス）は、2013年4月1日から2016年3月31日までJFN系列で放送されていたラジオ番組。

## 概要
リスナーとface to faceで自分の想いを伝えるパーソナリティ(後述)が日替わりで登場する。祝日は『faceホリデーエディション』（フェイスホリデーエディション）として通常とは違った構成となる（ただし、局によっては当番組をネット受けせず個別に特別番組を編成する場合もある）。

## 放送時間
- 2015年4月～2016年3月

月曜日 - 木曜日　13時30分 - 15時55分（16時台にHappy Hour Party!が開始したことに伴い、終了時間繰り上げ）
- 2013年4月～2015年3月

月曜日 - 木曜日　13時30分 - 16時45分
ネット局によって放送時間が異なるほか、途中に別番組を内包している場合がある。

## パーソナリティ
開始から2014年9月25日にかけての共通点としてパーソナリティの名前に「美」という文字が入っていた。
- 月曜日 : 澤美代子
- 火曜日 : 高山都（2015年4月7日-）
- 水曜日 : 堤友香（2014年10月1日-）
- 木曜日 : 玉川美沙

### 過去に担当
| 期間      | 期間      | 月曜日   | 火曜日   | 水曜日   | 木曜日   |
| --------- | --------- | -------- | -------- | -------- | -------- |
| 2013.4.1  | 2014.9.25 | 澤美代子 | 杉崎美香 | 吉木由美 | 玉川美沙 |
| 2014.9.29 | 2015.4.2  | 澤美代子 | 杉崎美香 | 堤友香   | 玉川美沙 |
| 2015.4.6  | 2016.3.31 | 澤美代子 | 高山都   | 堤友香   | 玉川美沙 |

## タイムテーブル
- 13:30 オープニング
- 13:40 face voice colum
- 13:48 - 13:55 13時台エンディング、メッセージ紹介
- 14:00 14時台オープニング、メッセージ紹介
- 14:08 face travel（月）
- 14:15 JFNラジオショッピング または JFNブランニューヒッツ
- 14:21 日替わりコーナー
  - さわみよ イントロ ドン！（月）
  - ゆるっと30分クッキング！ または ゆるっと10,000キロへの道！（火）
  - バッチコイ相談部！ または カラフルフェイス！（水）
  - いきものばかり または 日本語倶楽部（木）
- 14:30 face Japan
- 14:40 メッセージ紹介
- 14:47 - 14:55 14時台エンディング、メッセージ紹介
- 14:55[2] MY OLYMPIC α（JFN全国ネット番組）
- 15:00 15時台オープニング、メッセージ紹介
- 15:08 trend face（月・水）、news face（火・木）
- 15:20 face to face
- 15:42 JFNラジオショッピング
- 15:48 - 15:55 エンディング、メッセージ紹介

16時台放送時（2015年3月まで）
- 16:00 16時台オープニング
- 16:06 絵本屋 美代子（月）、杉崎酒造(火）、カラフルフェイス！（水）、いきものばかり（木）
- 16:15 メッセージ紹介など
- 16:40 エンディング

## ネット局
- ○印…ネット ●印…一部曜日のみネット △…途中飛び降り ×印…放送なし

| 放送局         | 放送時間                                        | ネット状況           | ネット状況           | ネット状況           | 備考 |
| 放送局         | 放送時間                                        | 13時台 13:30 - 13:55 | 14時台 14:00 - 14:55 | 15時台 15:00 - 15:55 | 備考 |
| -------------- | ----------------------------------------------- | -------------------- | -------------------- | -------------------- | --- |
| FM青森         | フルネット                                      | ○                    | ○                    | ○                    | - 13:55 - 14:00 過払い金ナルホド法律相談（火）、Doctor's Cafe（水）、あなたのおそばに全労済（木）                                                                                          |
| FM岩手         | 13:30 - 14:55                                   | ○                    | ○                    | ×                    | - 13:55 - 14:00 FMインフォメーション（月～水）、過払い金ナルホド法律相談（木） - 14:20 - 14:30 あぐりずむ                                                                                  |
| FM秋田         | 13:30 - 14:40                                   | ○                    | △                    | ×                    | - 13:55 - 14:00 MY OLYMPIC α |
| Rhythm Station | フルネット                                      | ○                    | ○                    | ○                    | - 14:20 - 14:30 あぐりずむ - 14:37 - Monthly Hyper Play |
| Radio Berry    | 13:30 - 14:55                                   | ○                    | ○                    | ×                    | - 13:55 - 14:00 B-HOT!（月～水）、過払い金ナルホド法律相談（木） - 14:20 - 14:30 あぐりずむ - 14:48 - 14:50 高校野球レポート（全国高等学校野球選手権大会の栃木大会が開催されている時のみ） |
| FM長野         | 13:30 - 15:43                                   | ○                    | ○                    | △                    | - 14:20 - 14:30 あぐりずむ |
| FM GIFU        | フルネット                                      | ○                    | ○                    | ○                    | |
| FM福井         | 13:30 - 15:50                                   | ○                    | ○                    | △                    | - 13:55 - 14:00 FM福井ニュース |
| e-radio        | 月 13:30 - 14:53                                | ●                    | ●                    | ×                    | - 13:55 - 14:00 交通情報、天気予報 |
| FMY            | 13:30 - 14:55                                   | ○                    | ○                    | ×                    | 2015年12月1日からネット開始。 - 13:55 - 14:00 Zero Tunes - 14:30 - 14:35 道路交通情報 - 14:35 - 14:40 PUSH ONE                                                                             |
| FM OKAYAMA     | フルネット                                      | ○                    | ○                    | ○                    | - 14:40 - 14:47 ステーションらんでぶ～ |
| V-air          | フルネット                                      | ○                    | ○                    | ○                    | - 13:55 - 14:00 名言3・6・5 - 14:20 - 14:30 可笑しなシェフのお菓子な話～プティパトランへようこそ～（水）、お茶にしませんか？（木） - 14:40 - 14:47 ステーションらんでぶ～                  |
| FM香川         | フルネット                                      | ○                    | ○                    | ○                    | - 13:47 - 13:55 Hello!My Town - 14:30 - 14:40 あぐりずむ - 14:40 - 14:47 ステーションらんでぶ～                                                                                            |
| FM徳島         | フルネット                                      | ○                    | ○                    | ○                    | - 13:54 - 14:00 快適生活ラジオショッピング |
| Hi-Six         | 月曜 14:00 - 15:55、 火曜-木曜フルネット        | ●                    | ○                    | ○                    | - 14:30 - 14:40 あぐりずむ - 14:40 - 14:47 ステーションらんでぶ～ |
| FM大分         | 13:30 - 14:55                                   | ○                    | ○                    | ×                    | - 14:30 - 14:40 あぐりずむ |
| FM佐賀         | 月曜、木曜 13:30 - 14:55、 火曜、水曜フルネット | ○                    | ○                    | ●                    | - 13:55 - 14:00 MONTHLY LOOP |
| FM長崎         | フルネット                                      | ○                    | ○                    | ○                    | - 13:49 - 13:55 JFNラジオショッピング（火～木、他のネット局では15:42 - からネットする番組を先行ネット） - 13:55 - 14:00 ライブ ハッピー! - 15:42 - 15:47 快適生活ラジオショッピング        |
| JOY FM         | 13:30 - 15:50                                   | ○                    | ○                    | △                    | - 13:55 - 14:00 J's Time |
| μ-FM           | フルネット                                      | ○                    | ○                    | ○                    | - 13:47 - 交通情報 - 13:55 - 14:00 快適生活ラジオショッピング - 14:46 - 交通情報 |

## 過去のネット局
- Kiss FM KOBE（2013年4月1日 - 2013年9月26日[10]）
- ふくしまFM（2013年4月1日 - 2015年3月31日[11]）